# Gaspare Stanislao Ferrari
Gaspare Stanislao Ferrari (* 23. Oktober 1834 in Bologna; † 20. Juni 1903 in Paris) war ein italienischer Mathematiker, Astronom und Jesuit.
Mit 15 Jahren trat er dem Jesuitenorden bei. Ab 1865 arbeitete er am Collegio Romano in Rom, wo er zahlreiche NGC-Objekte beobachtete. Zu dieser Zeit wurde das Collegio Romano von Angelo Secchi geleitet.